# Бад-Урах
Бад-У́рах (нем. Bad Urach МФА: [baːt ˈuːʁax]о файле, до 1983 года Урах / Urach, алем. нем. Aurich) — курортный город в Германии, в земле Баден-Вюртемберг. Бад-Урах и весь его район являются частью биосферного заповедника Швабский Альб.
Подчинён административному округу Тюбинген. Входит в состав района Ройтлинген. Занимает площадь 55,50 км². Официальный код — 08 4 15 078. Город подразделяется на 5 городских районов.
В Средние века и затем с 1867 года замок Урах — титульная резиденция графов, затем герцогов Урахских. Основателем последнего по времени Урахского дома был Вильгельм I Урахский.
В 1609 году Урахская резиденция была перестроена по случаю свадьбы Иоганна Фридриха Вюртембергского и Барбары Софии Бранденбургской.
Городу Урах посвящено стихотворение русского поэта Льва Друскина «Давай от мыслей хмурых…», которое сам автор перевёл на немецкий язык («Laß der Gedanken Meute…»).

## Фотогалерея

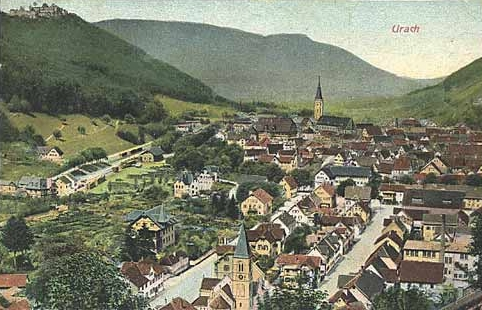
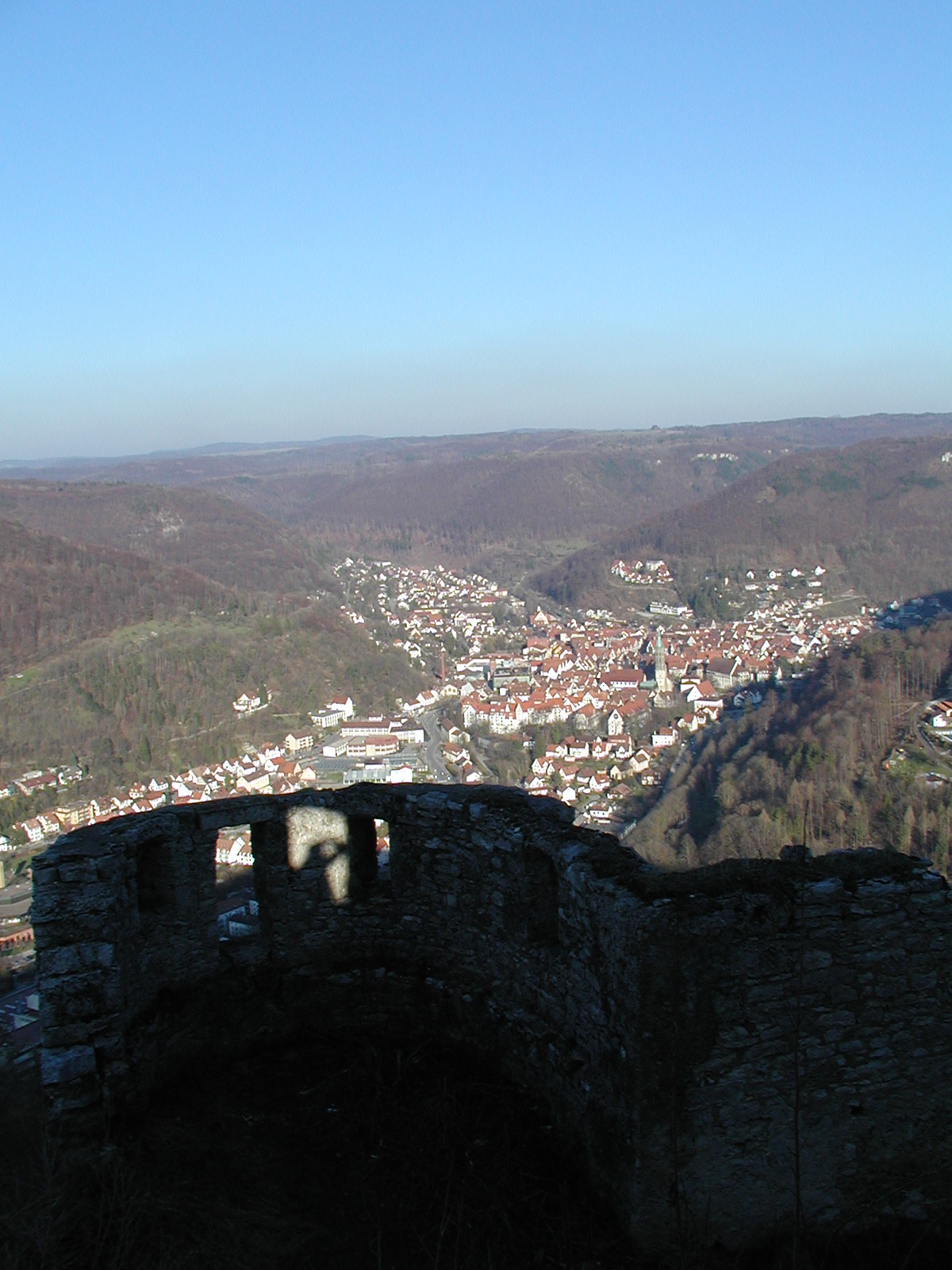
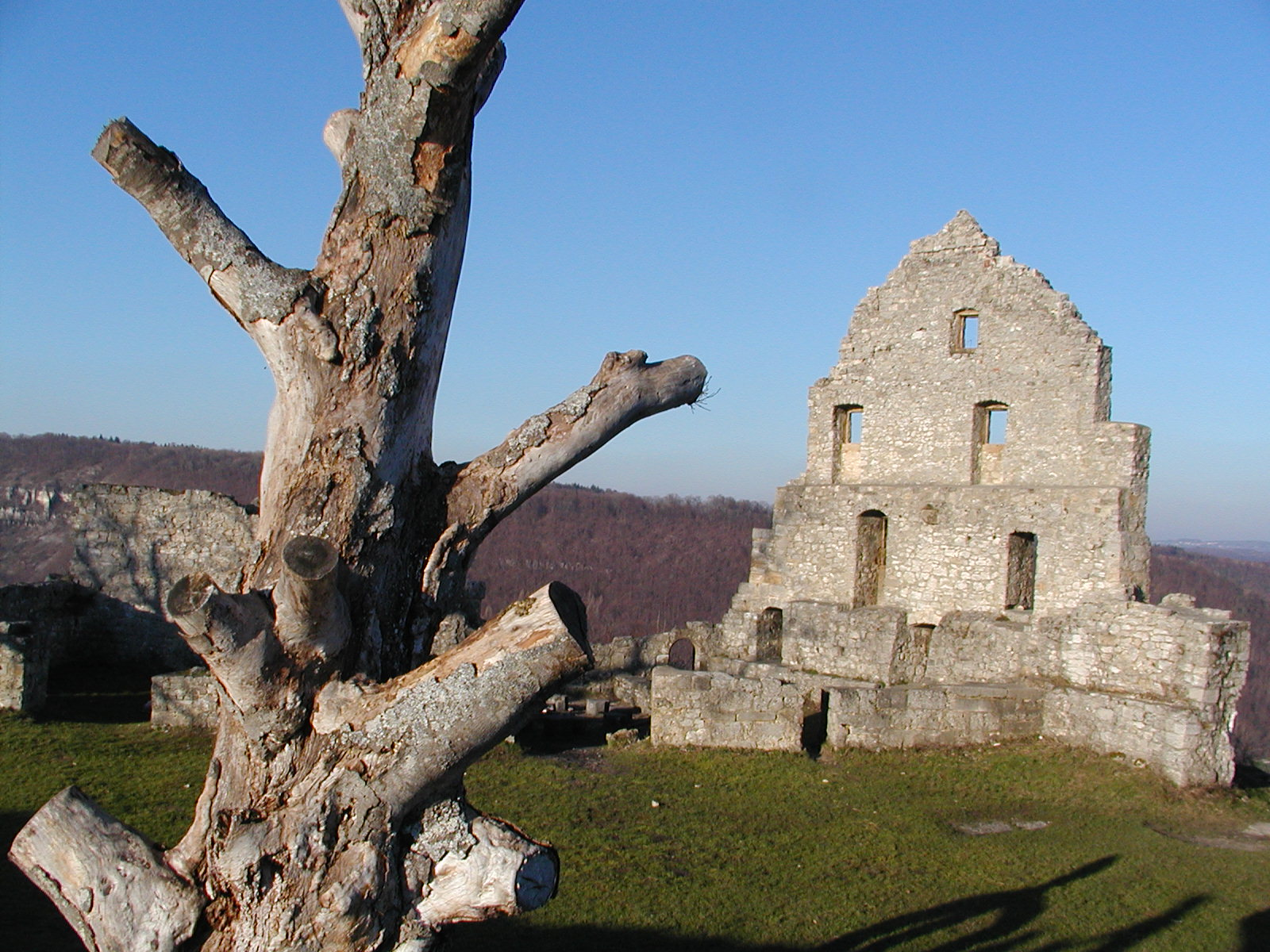
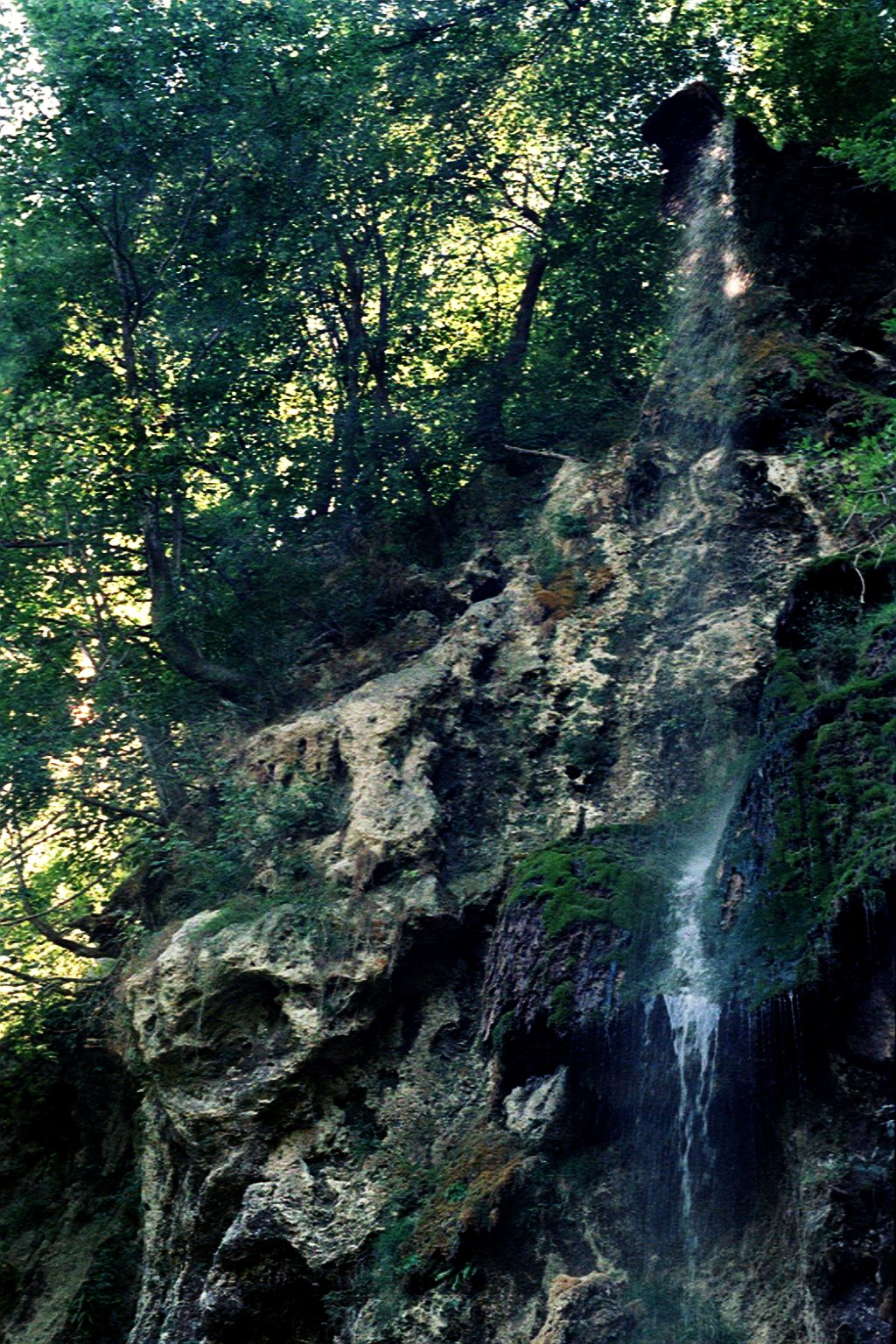
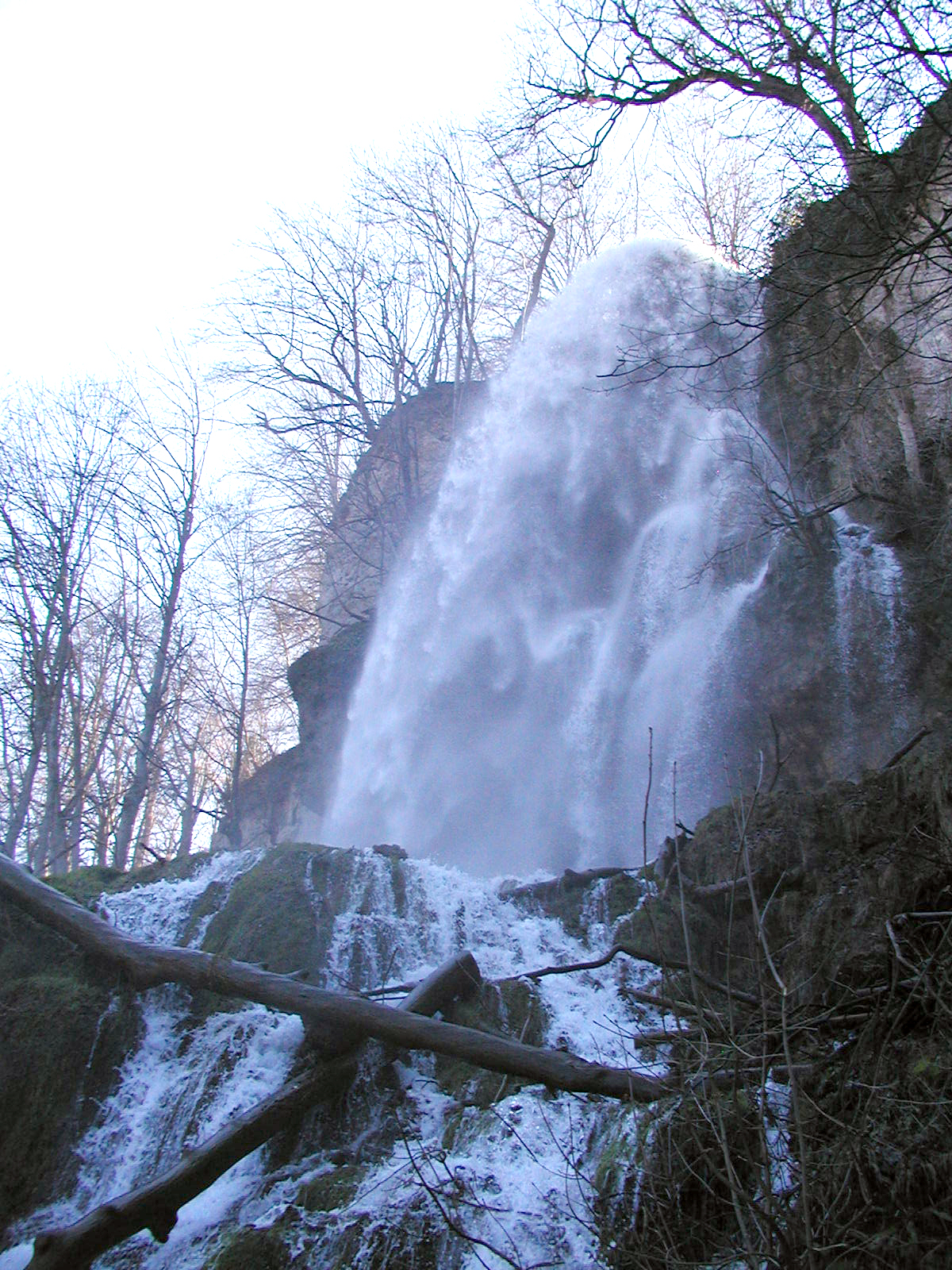